# Quiet Riot
Quiet Riot är en amerikansk heavy metal-grupp som bildades i Los Angeles 1975 av gitarristen Randy Rhoads och sångaren Kevin DuBrow. Originaluppsättningen bestod av Kevin DuBrow på sång, Randy Rhoads på gitarr, Kelly Garni på bas och Drew Forsyth på trummor. Namnet på gruppen ska ha uppstått efter att gruppmedlemmarna efter en Status Quo-spelning med en av deras medlemmar som sa att han gärna skulle vilja starta ett band som skulle heta Quite Right. Det utvecklades av medlemmarna till Quiet Riot.

## Historia

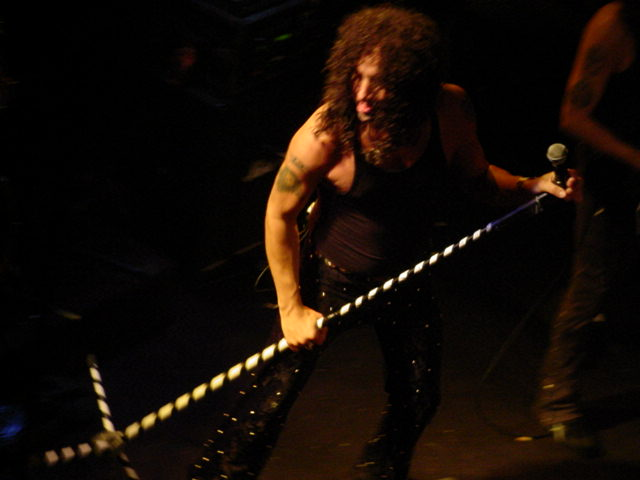
Sångaren Kevin DuBrow under ett liveframträdande.

Tidiga Quiet Riot var influerade av brittisk glam- och hårdrock såsom Slade, T. Rex och Mott the Hoople men efter Randy Rhoads bortgång i början av 1980-talet så gick de in på ett mer eget sound och kom att skapa en helt ny genre
Quiet Riot blev ett av de mest betydelsefulla heavy metal-banden då de var de första att blanda den brittiska glamrocken från 70-talet med den heavy metal som uppstått genom bland andra Iron Maiden och Judas Priest som var stora i Europa. Den stil som Quiet Riot startade kom sedan att kallas glam metal eller pudelrock och var en av de största genrerna tillsammans med synthpopen under 80-talet.
De slog igenom 1983 med skivan Metal Health som var den första debut-heavy metal-skivan att toppa listorna i USA och de petade bland annat ut The Police på album- och Billboard-listan. Den räknas numera som en klassiker i musikvärlden. Därmed öppnade de dörrarna för flera andra band som blev kända hair metal-band senare såsom Def Leppard och Mötley Crüe.
Deras största hits blev bland andra en cover på Slades låt Cum on Feel the Noize och låten Bang Your Head (Metal Health) (som blev en listetta i Sverige) som idag räknas som en av de mest inflytelserika metal-låtarna, bland annat av VH1.
Skivan följdes av Condition Critical som också hade en Slade-cover som blev en hit, Mama Weer All Crazee Now samt låten Party All Night.
Den metal-hysteri som rådde i USA efter Quiet Riots genombrott ledde till uppkomsterna av flera andra pudelrock-band och Quiet Riot blev snabbt överkörda och lyckades aldrig klättra upp till den enorma popularitet de en gång haft. 
1986 släpptes albumet QR III som bland annat innehöll hiten The Wild And The Young. 1988 ersattes DuBrow av Paul Shortino från gruppen Rough Cutt på sång men återfödelsen hade ingen inverkan och efter en skiva kom DuBrow tillbaka. De fortsatte att leva i skuggan av Metal Health. DuBrow, Cavazo och Banali återförenades 1993 och fortsatte att turnera med bl.a. Kenny Hillery, Bjorn Englen och Chuck Wright på bas.
1999 återförenades alla originalmedlemmarna i bandet förutom Randy Rhoads för att spela in en skiva igen med nya låtar samt nyinspelningar på några av deras gamla klassiker, resultatet blev Alive and Well.
Quiet Riot spelade bland annat på Sweden Rock Festival 2007. 2006 kom deras skiva, Rehab.
Den 25 november 2007 rapporterades det på "The Vegas Eyes" webbplats att Kevin DuBrow hade hittats död i sin lägenhet samma dag. Trummisen Frankie Banali bekräftade dödsfallet i ett mail till Spaniens "The Metal Circus". Han skrev:
Snälla, respektera mitt privatliv nu när jag sörjer bortgången och hedrar minnet av min käraste vän Kevin DuBrow. 
Banali har sagt att DuBrows bortgång innebar slutet för Quiet Riot, men 2010 tillkännagavs det att de fortsätter, med en ny sångare.

## Medlemmar

### Nuvarande medlemmar
- Frankie Banali – trummor, slagverk (1980–1989, 1993–2003, 2004–2007, 2010– )
- Chuck Wright – basgitarr, bakgrundssång (1982, 1985–1987, 1994–1997, 2004–2006, 2006–2007, 2010– )
- Alex Grossi – gitarr, bakgrundssång (2004–2006, 2006–2007, 2010– )
- Jizzy Pearl – sång (2013– )

### Tidigare medlemmar
Sångare
- Kevin DuBrow (1975–1987, 1990–2003, 2004–2007; död 2007)
- Paul Shortino (1987–1989)
- Mark Huff (2010–2012)
- Keith St. John (2012)
- Scott Vokoun (2012–2013)

Gitarrister
- Randy Rhoads (1975–1979; död 1982)[5]
- Greg Leon (1979–1980)
- Bob Stephan (1980–1982)
- Carlos Cavazo (1982–1989, 1990–2003)
- Sean Manning (1990)
- Tracii Guns (2005)
- Billy Morris (2006)
- Neil Citron (2006–2007)

Basister
- Kelly Garni (1975–1978)
- Rudy Sarzo (1978–1979, 1982–1985, 1997–2003)
- Gary Van Dyke (1979–1982)
- Sean McNabb (1987–1989, 2006)
- Kenny Hillery (1990–1994; död 1996)[6][7]
- Björn Englén (1994–1997)
- Wayne Carver (2006)
- Tony Franklin (2006–2007)

Trumslagare
- Drew Forsyth (1975–1980)
- Skip Gillett (1980)
- Pat Ashby (1990)
- Bobby Rondinelli (1990–1993)

Turnerande medlemmar
- Kjell Benner – basgitarr (1984)
- John Purdell – keyboard (1986)
- Jimmy Waldo – keyboard (1989)

## Diskografi
Studioabum
- 1978 – Quiet Riot
- 1978 – Quiet Riot II
- 1983 – Metal Health med låten Thunderbird
- 1984 – Condition Critical
- 1986 – QRIII
- 1988 – QR
- 1993 – Terrified
- 1995 – Down to the Bone
- 1999 – Alive and Well
- 2001 – Guilty Pleasures
- 2006 – Rehab
- 2014 – Quiet Riot 10

Livealbum
- 2004 – Live & Rare, Volume 1
- 2007 – Extended Versions
- 2010 – Live '83
- 2012 – Live! At the US Festival 1983

EP
- 1975 – Suicidal Show
- 1983 – Live Riot

Singlar (urval)
- 1983 – "Bang Your Head (Metal Health)" / "Bang Your Head (Metal Health) [live]" (US #31, US Main. #37)
- 1983 – "Cum On Feel the Noize" (US #5, US Main. #7)[8]
- 1983 – "Slick Black Cadillac" (nyutgåva) (US Main. #32)
- 1984 – "Mama Weer All Crazee Now" (US #51)

Samlingsalbum
- 1987 – Wild, Young and Crazee
- 1990 – Winners Take All
- 1993 – The Randy Rhoads Years
- 1996 – Greatest Hits
- 1999 – Super Hits
- 2000 – The Collection
- 2005 – Take 2 (delad album: Accept / Quiet Riot)
- 2008 – The Very Best Of
- 2008 – Playlist: The Very Best of Quiet Riot
- 2010 – Setlist: The Very Best of Quiet Riot Live
- 2014 – Cum On Feel the Noize
- 2015 – Original Album Classics